# Onychostoma macrolepis
Onychostoma macrolepis es una especie de peces de la familia
Cyprinidae en el orden de los Cypriniformes.

## Hábitat
Es un pez de agua dulce y de clima templado.

## Distribución geográfica
Se encuentra en la China.